# Moenkapi
Moenkapi /=place of the running water,/ maleno ratarsko naselje Hopi Indijanaca oko 40 milja (64 km) sjeverozapadno od Oraibija u sjeveroistočnoj Arizoni, koje je naseljeno tek za vrijeme poljoprivrednih radova. Sastoji se od dva nepravilna reda jednokatnih kuća, izgrađenih po svoj prilici na starijem naselju, očigledno na Rancheriji de los Gandules, koju je 1604. opazio Oñate.
Moenkapi je dobio ime po nekom starom poglavici. Kod raznih autora nazivano je i Concabe (Garcés), Moencapi, Moen-kopi, Moqui concave, Muabe, Muqui concabe, Munqui concabe, Rancheria de los Gandules.